# Sabicea aristeguietae
Sabicea aristeguietae är en måreväxtart som beskrevs av Julian Alfred Steyermark. Sabicea aristeguietae ingår i släktet Sabicea och familjen måreväxter. Inga underarter finns listade i Catalogue of Life.